# Petra Mott

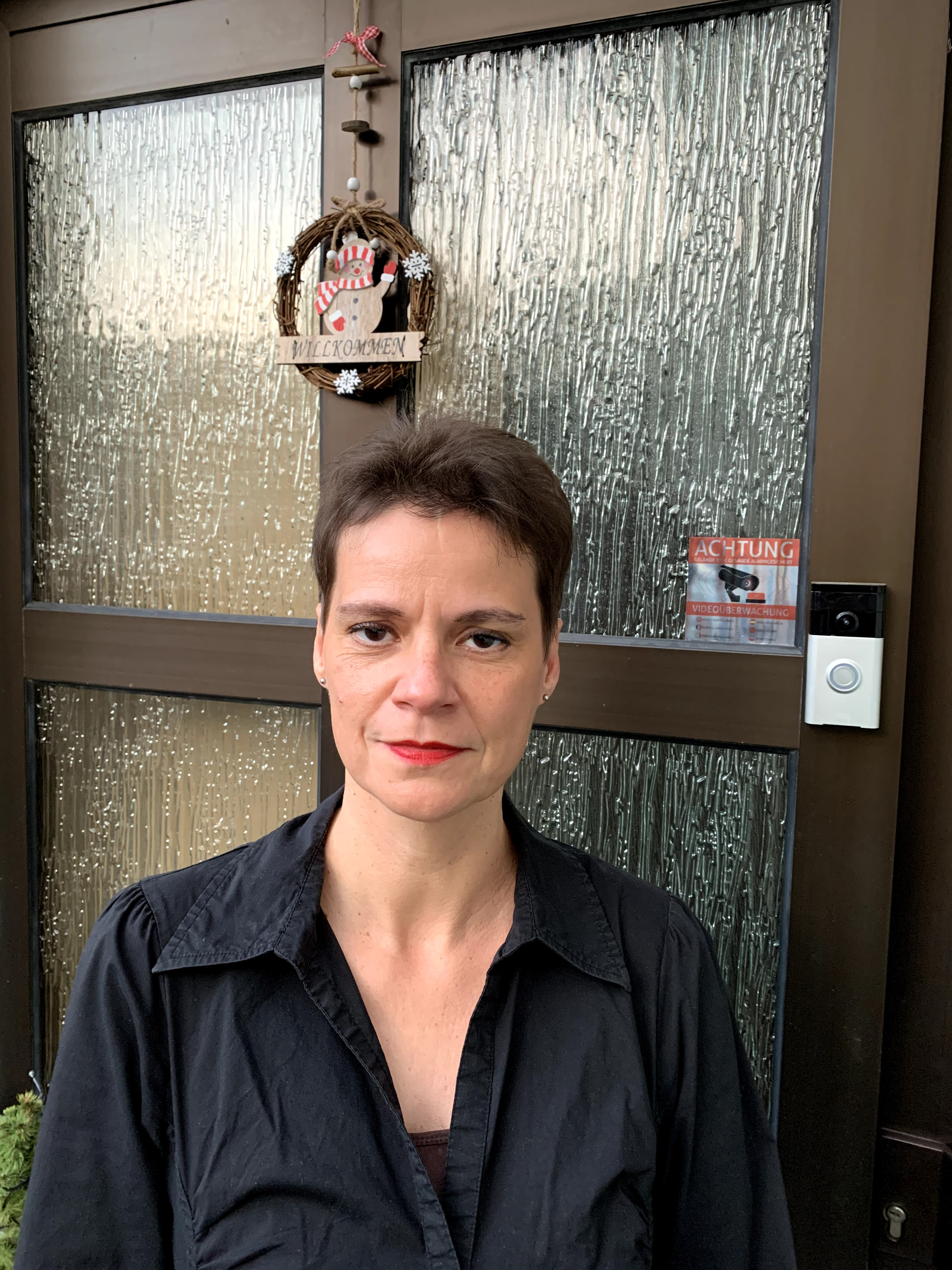
Petra Mott 2020

Petra Mott (* 29. August 1969 in Lauda) ist eine deutsche Schauspielerin.

## Leben
Petra Mott ist seit ihrem 13. Lebensjahr als Schauspielerin tätig. Nachdem sie von 1987 bis 1990 auf Wunsch ihres Vaters eine Ausbildung zur Schriftsetzerin durchlaufen und abgeschlossen hatte, besuchte sie von 1991 bis 1994 die Theaterwerkstatt Mainz e.V. und machte dort eine Ausbildung zur Schauspielerin.
Von 1992 bis 1996 wirkte sie unter anderem am Unterhaus in Mainz, dem Aachener Stadttheater und den Mainzer Kammerspielen. Danach an verschiedenen Kindertheatern und Boulevardbühnen. Von 1987 bis 2015 spielte sie im Theater Hemshofschachtel, das ihre Mutter Malou Mott betreibt. Dort führte sie bei verschiedenen Produktionen auch Regie. Sie tritt auf mehreren Bühnen im Rhein-Neckar-Dreieck auf. Ihr Repertoire reicht von Boulevard, Kindertheater, Tragödie bis hin zum Musical. Sie ist Ensemblemitglied beim Rhein Neckar Theater in Mannheim. Seit 2015 ist sie regelmäßiger Gast bei den Untieren in Kaiserslautern und wirkte dort in den Klausi Chroniken mit.
Nach kleineren Fernsehauftritten zwischen 1993 und 2007 wie in Girlfriends, Männer sind was Wunderbares und Paare (Serie, 2005) war sie 2016 erstmals in dem Kinofilm Mannheim, Neurosen zwischen Rhein und Neckar als Galeristin zu sehen.
Ihre bisher größte Rolle hatte sie 2017 im Tatort – Babbeldasch, bei dem sie Sarah Fettèr spielt. Da sie die Tochter des Opfers Sophie Fettèr darstellt, die von Motts Mutter Malou gespielt wird, spiegelt der Krimi die reale Verwandtschaftsbeziehung wider.
Im Ludwigshafener Tatort Leonessa wurde sie als Polizistin Katja Winter eingeführt, eine Figur, die im Tatort Unter Wölfen weiter ging und im folgenden Tatort Hetzjagd mit der Erschießung der Polizistin Winter bei einer Fahrzeugkontrolle endet.

## Theaterstücke (Auswahl)
- 1995: Die Hypochonder (Botho Strauß)
- 1995: Der Floh im Ohr (Georges Feydeau)
- 1996: Peterchens Mondfahrt (Gerdt von Bassewitz)
- 1997: Die Perle Anna (Marc Camoletti)
- 1997: Boeing Boeing (Marc Camoletti)
- 1998: Kikerikiste (Paul Maar)
- 2010: KeinOhrhasen nach dem Kinofilm von Til Schweiger
- 2014: Krieg der Geranien (Markus Beisel)
- 2015: In Teufels Küche (Markus Beisel)
- 2015: Meine Dicke Freundin (Charles Laurence)
- 2018: Dornröschen Diät (Markus Beisel)
- 2019: Wer ist eigentlich Paul (Markus Beisel)
- 2020: Isch füdder bloß die Katz (Mundartkomödie von Markus Beisel)[2]

## Filmografie
- 2016: Mannheim, Neurosen zwischen Rhein und Neckar
- 2017: Tatort: Babbeldasch
- 2018: 25 km/h[1]
- 2019: Weingut Wader: Neue Wege
- 2020: Tatort Leonessa
- 2020: Tatort Unter Wölfen
- 2021: Tatort Hetzjagd